# Wyżnia Niewcyrska Siklawa
 Wyżnia Niewcyrska Siklawa (niem. Oberer Neftzer-Wasserfall, słow. Vyšný Nefcerský vodopád, węg. Felső-Nefcer-vízesés) – wodospad, najwyżej położony z trzech Niewcyrskich Siklaw w słowackich Tatrach Wysokich. Znajduje się na Niewcyrskim Potoku w orograficznie lewych zboczach Doliny Koprowej. 
Woda Niewcyrskiego Potoku wypływa z Niżniego Teriańskiego Stawu w Niewcyrce. Wyżnia Siklawa znajduje się w odległości zaledwie kilkaset metrów od niego, a jej górny początek położony jest na wysokości około 1855 m. Wysokość wodospadu wynosi około 30 m. Górna jego część o wysokości 10 m znajduje się na pionowym skalnym progu pod mostem skalnym utworzonym z bloków skalnych odpękniętych od tego progu. Poniżej wodospadu Niewcyrski Potok na odcinku około 100 m płynie bystro, tworząc liczne kaskady i wypływa na prawie poziomą Wyżnią Garajową Rówień.
Wyżnia oraz Pośrednia Niewcyrska Siklawa znajdują się na progach oddzielających poszczególne piętra doliny Niewcyrki, natomiast Niżnia Niewcyrska Siklawa spada z progu, jakim dolina Niewcyrka opada do Doliny Koprowej. Jest ona rezerwatem ścisłym z zakazem wstępu. Dostępna do zwiedzania jest tylko Niżnia Niewcyrska Siklawa.